# Ротонделла
Ротонделла (итал. Rotondella) —  коммуна в Италии, расположена в регионе Базиликата, подчиняется административному центру Матера.
Население составляет 3234 человека, плотность населения составляет 43 чел./км². Занимает площадь 76 км². Почтовый индекс — 75026. Телефонный код — 0835.
Покровителем населённого пункта считается S.Antonio da Padova.